# Julia Margaret Cameron
Julia Margaret Cameron (født 11. juni 1815, død 26. januar 1879) var en britisk fotograf. 
Hun var født i Kolkata, Indien. Hun tog uddannelse i Frankrig, og flyttede senere til Isle of Wight med mand og barn.
Cameron er kendt for sine portrætfotografier, blandt andet fotograferede hun mange af datidens kendte personer (som Charles Darwin). Selv om Cameron ikke var nogen ukonventionel fotograf, fulgte hun alligevel sine egne normer når hun fotograferede. Hendes stil var præget af nærbilleder af modellerne, og hendes fotografier var ofte bløde og lidt uskarpe.
Cameron tog også illustrationsfotografier af historiske scener og litterære illustrationer.

## Eksempler på Camerons fotografier
- Kate Keown læser
- Alfred Lord Tennyson
- En grupp Kalutara bønder 2